# TUGS
TUGS est une série télévisée britannique en neuf épisodes de quinze minutes et quatre épisodes de vingt minutes, créée par Robert D. Cardona et David Mitton et diffusée entre le 4 avril 1989 et le 27 juin 1989 sur le ITV.

## Synopsis
Cette série destinée aux enfants met en scène deux remorqueurs anthropomorphes, Star Fleet et Z Stacks, qui sont en perpétuelle rivalité dans le port fictif de Big City, durant les années 1920.

## Épisodes
1. Titre français inconnu (Sunshine)
2. Titre français inconnu (Pirate)
3. Titre français inconnu (Trapped)
4. Titre français inconnu (Ghosts)
5. Titre français inconnu (High Winds)
6. Titre français inconnu (Jinxed)
7. Titre français inconnu (Quarantine)
8. Titre français inconnu (Up River)
9. Titre français inconnu (High Tide)
10. Titre français inconnu (4th of July alias Regatta)
11. Titre français inconnu (Munitions)
12. Titre français inconnu (Warrior)
13. Titre français inconnu (Bigg Freeze)

## Commentaires
Cette série est un spin-off de Thomas et ses amis.